# Skørping Kommune
Skørping Kommune i Nordjyllands Amt blev dannet ved kommunalreformen i 1970. Ved strukturreformen i 2007 indgik den i Rebild Kommune sammen med Støvring Kommune og Nørager Kommune.

## Tidligere kommuner
Skørping Kommune blev dannet ved sammenlægning af 6 sognekommuner:
| Kommune                  | Folketal 1. januar 1970 | Byer               |
| ------------------------ | ----------------------- | ------------------ |
| Bælum-Solbjerg           | 1.922                   | Bælum              |
| Gerding-Blenstrup        | 953                     | Blenstrup          |
| Fræer                    | 415                     |                    |
| Skibsted-Lyngby          | 1.728                   | Terndrup           |
| Skørping                 | 2.359                   | Rebild og Skørping |
| Store Brøndum-Siem-Torup | 916                     | Store Brøndum      |
| I alt                    | 8.293                   |                    |

## Sogne
Skørping Kommune bestod af følgende sogne, alle fra Hellum Herred:
- Blenstrup Sogn
- Bælum Sogn
- Fræer Sogn
- Gerding Sogn
- Lyngby Sogn
- Siem Sogn
- Skibsted Sogn
- Skørping Sogn
- Solbjerg Sogn
- Store Brøndum Sogn
- Torup Sogn

## Borgmestre[2]
| Navn           | Parti                       | Periode   |
| -------------- | --------------------------- | --------- |
| Ove Harbo      | Venstre                     | 1970-1974 |
| Oskar Pedersen | Det Konservative Folkeparti | 1974-1978 |
| Holger L. Holm | Venstre                     | 1978-1982 |
| Jens Møller    | Socialdemokratiet           | 1982-1990 |
| Inger Petersen | Socialdemokratiet           | 1990-1995 |
| Børge Olsen    | Socialdemokratiet           | 1995-2006 |